# 요크 보웬
에드윈 요크 보웬 (Edwin York Bowen, 1884년 2월 22-1961년 11월 23일)은 영국의 작곡가이자 피아니스트이다. 그는 50여년의 음악생활 중 160개가 넘는 작품을 작곡하였다. 그는 또한 뛰어난 지휘자이자 오르가니스트, 비올리스트 그리고 호른 주자이었다. 그는 살아 생전에 성공적인 음악가로서 살아왔지만, 그의 많은 작품들은 그의 사후에 출판되거나 연주되었다. 보웬의 작곡 성향은 '낭만적'이라 여겨지고 있으며, 그의 작품들은 풍부한 선율을 담고 있는 것이 가장 큰 특징이다. 그는 현재까지도 영국의 대표적인 작곡가로 추앙받고 있다.

## 생애
보웬은 크라우치 힐, 런던에서 위스키 증류주 생산회사인 Bowen and McKechnie사의 사장의 아들로 태어났다. 3형제 중 막내로, 어렸을 때부터 어머니에게 피아노와 기초적인 음악이론을 가르침 받았다. 그는 곧 음악적 재능을 나타내어 어린 나이부터 North Metropolitan College of Music에서 전문적인 음악교육을 받게 되었으며 나중에 Blackheath Consevatorie of Music에서 Alfred Izard에게 사사하였다.
1898년 14세의 보웬은 Royal Academy of Music에서 1905년까지 공부를 하였는데 작곡은 Frederick Corder, 피아노는 Tobias Matthay에게 사사하였다. 그는 재학기간동안 여러 상을 수상하였는데 Stendale Bennett상과 Worshipful Company of Musicians 메달이 이에 포함되어 있다. 1909년에는 Royal Academy of Music에서 교수로 임명되었다.

## 작품
요크 보웬의 작품 목록

## 참고 문헌
- Beecham, Gwilym, ‘Music of York Bowen (1884-1961): A Preliminary Catalogue’, Musical Opinion, 107 (1984)
- Watson, Monica, York Bowen: A Centenary Tribute (London, Thames, 1984)